# ناكلز كيوتيكس
ناكلز كيوتيكس (بالإنجليزية: Knuckles' Chaotix‎؛ باليابانية: カオティクス) هي لعبة فيديو  منصات صدرت عام 1995 ناشر لعبة سيجا و تطوير من قبل سونيك تيم صدرت على الجهاز سيجا 32إكس الذي يضاف على الجهاز سيجا ميجا درايف , تُعد هذه اللعبة جزءًا فرعيًا من سلسلة القنفذ سونيك، وتتميز بشخصية النضناض ناكلز وأربعة شخصيات أخرى تُعرف باسم "كيوتيكس". يجب على هؤلاء الشخصيات منع دكتور إغمان و ميتل سونيك من الحصول على ستة خواتم سحرية واحتلال جزيرة غامضة.أسلوب اللعب مشابه لألعاب سونيك السابقة: يكمل اللاعبون المراحل بينما يجمعون الخواتم ويهزمون الأعداء. كما أن ناكلز كيوتيكس تقدم نظام الشركاء، حيث يتم ربط اللاعب بشخصية أخرى عبر حبل مرن يشبه رباطًا مطاطيًا، ويجب استخدام هذا الحبل لتحريك الشخصيات.

## الشخصيات
- النضناض ناكلز
- فريق كيوتيكس

## روابط خارجية
- ناكلز كيوتيكس على موقع IMDb (الإنجليزية)